# Ralph Rieckermann
Ralph Rieckermann (Lübeck, Alemania Occidental; 8 de agosto de 1962) es un músico y compositor de cine B alemán, conocido mayormente por haber sido bajista de la banda de hard rock y heavy metal Scorpions entre 1992 y 2003. Desde 2010 es miembro de la banda estadounidense de power metal y heavy metal Spelled Moon, originaria de Los Ángeles.
En 1997 y paralelo a su estancia en Scorpions inició su carrera como compositor de cine, sobre todo de cine B, siendo la película Lancelot: Guardian of Time su primera participación en dicha labor. De acuerdo al sitio Internet Movie Database, tras su salida de Scorpions ha trabajado en 38 películas y ha supervisado la música de 26 películas más, incluso lo nombran como uno de los nuevos compositores más prometedores de la industria. Cabe señalar que en 2012 la New York International Independent Film and Video Festival le otorgó el premio a mejor banda sonora por la película The Last Gamble.

## Carrera
Desde pequeño demostró interés y aptitudes por la música, que con el apoyo de sus padres lo motivaron a ser guiado por diversos tutores musicales, quienes le enseñaron a tocar bajo, guitarra, batería y percusión, basándose en la música latina, jazz y rock. A los 16 años se tomó en serio su talento e ingresó a uno de los conservatorios de música más importante de Alemania, en donde aprendió a tocar piano y contrabajo, y conocer la historia de la composición musical y de las orquestas clásicas durante cuatro años seguidos. Tras algunos años tocando en pequeñas bandas alemanas en algunos bares y locales nocturnos, en 1992 ingresó a Scorpions como sustituto del bajista Francis Buchholz, por recomendación del baterista Herman Rarebell. Con la banda alemana estuvo por más de diez años como bajista, destacando su única participación como compositor en el tema «Mysterious» del álbum Eye II Eye de 1999. En 2003 renunció a Scorpions para enfocarse en otros proyectos, por ende fue sustituido por el polaco Paweł Mąciwoda.
En 1997 fue solicitado para componer la música de la película Lancelot: Guardian of Time, protagonizada por Claudia Christian, Marc Singer y John Saxon. Esta experiencia lo llevó a coproducir la película Gangland de 2001, en la cual también fue su compositor y tuvo una pequeña aparición como extra. En 2002 trabajó como compositor en los episodios «Redemption I» y «Redemption II» de la serie Stargate SG-1, en donde escribió la partitura completa de 16 canciones y el tema principal. Desde entonces la composición para el cine se convirtió en su nuevo estilo de vida, la cual se considera como la principal razón de su renuncia a Scorpions. Según el sitio Internet Movie Database, desde su salida de Scorpions ha trabajado en 38 películas y ha supervisado la música de 26 películas más. En 2010 y paralelo a su carrera en el cine se integró a la banda californiana Spelled Moon, con la cual ha publicado un álbum de estudio.

## Discografía
| con Scorpions - 1993: Face the Heat - 1995: Live Bites (en vivo) - 1996: Pure Instinct - 1999: Eye II Eye - 2000: Moment of Glory - 2001: Acoustica | con Spelled Moon - 2013: Forsaken Spells |